# Copa CONMEBOL de 1994
A Copa CONMEBOL de 1994 foi a terceira edição desta competição de futebol organizada pela Confederação Sul-Americana de Futebol.
Disputada por dezesseis agremiações, a competição começou no dia 1.º de novembro e foi finalizada em 21 de dezembro. Peñarol e São Paulo se enfrentaram na decisão, vencida pelo clube brasileiro e marcada pela goleada de 6–1 do São Paulo no primeiro jogo.
Por causa do número excessivo de jogos realizados naquele ano, o São Paulo disputou a Copa CONMEBOL com uma equipe alternativa formada principalmente por jovens e alguns reservas. O título fez com que o elenco ficasse conhecido como o "Expressinho Tricolor". Foi também o primeiro título de Muricy Ramalho como treinador e de Rogério Ceni como goleiro titular.

## Antecedentes
Inaugurada em 1992, a Copa CONMEBOL foi organizada pela Confederação Sul-Americana de Futebol (CONMEBOL), sendo considerada como de segundo nível sul-americano, abaixo da Copa Libertadores da América e uma das precursoras da Copa Sul-Americana. Os brasileiros Atlético Mineiro e Botafogo venceram as duas edições anteriores.

## Participantes e regulamento
Esta edição foi disputada por dezesseis clubes, sendo cinco brasileiros: Botafogo, Corinthians, Grêmio, São Paulo e Vitória; três argentinos: Huracán, Lanús e San Lorenzo; dois uruguaios: Danubio e Peñarol; além dos demais participantes: Oriente Petrolero (Bolivia), Universidad de Chile (Chile), El Nacional (Equador), Cerro Corá (Paraguai), Sporting Cristal (Peru) e Minervén (Venezuela). O regulamento, por sua vez, organizou as equipes em dois chaveamentos pré-determinados e compostos por jogos eliminatórios de ida e volta. Os vencedores dos chaveamentos se enfrentaram na decisão.
| País      | Equipe               | Ref.  |
| --------- | -------------------- | ----- |
| Argentina | Huracán              | [ 6 ] |
| Argentina | Lanús                | [ 6 ] |
| Argentina | San Lorenzo          | [ 6 ] |
| Bolívia   | Oriente Petrolero    | [ 6 ] |
| Brasil    | Botafogo             | [ 6 ] |
| Brasil    | Corinthians          | [ 6 ] |
| Brasil    | Grêmio               | [ 6 ] |
| Brasil    | São Paulo            | [ 6 ] |
| Brasil    | Vitória              | [ 6 ] |
| Chile     | Universidad de Chile | [ 6 ] |
| Equador   | El Nacional          | [ 6 ] |
| Paraguai  | Cerro Corá           | [ 6 ] |
| Peru      | Sporting Cristal     | [ 6 ] |
| Uruguai   | Danubio              | [ 6 ] |
| Uruguai   | Peñarol              | [ 6 ] |
| Venezuela | Minervén             | [ 6 ] |

## Resumo
O campeonato iniciou em 1.º de novembro, quando Minervén e Botafogo empataram, na cidade de Puerto Ordaz, pelo placar de 1–1. Na partida de volta, as equipes empataram sem gols e a equipe venezuelana avançou na disputa por pênaltis. Quatro confrontos nacionais foram realizados na primeira fase: Corinthians e São Paulo eliminaram Vitória e Grêmio, respectivamente. No outro lado do chaveamento, San Lorenzo e Peñarol avançaram sobre seus adversários. Cerro Corá, Sporting Cristal e Universidad de Chile ficaram com as últimas vagas.
Na primeira chave das quartas de final, Corinthians e São Paulo passaram por Minervén e Sporting Cristal, respectivamente. O primeiro goleou o adversário venezuelano nos dois jogos, enquanto o segundo protagonizou um confronto incomum, uma vez que disputou dois jogos no mesmo dia. Na mesma fase, Peñarol e Universidad de Chile superaram os reveses sofridos nos jogos de ida e eliminaram, respectivamente, Cerro Corá e San Lorenzo.
O clássico majestoso protagonizou uma das semifinais. Na primeira partida, realizada no estádio do Pacaembu em 2 de dezembro, o São Paulo venceu por 4–3. Este duelo foi definido como "Show de gols" pelo jornal Gazeta Esportiva. Uma semana depois, o Corinthians triunfou no Morumbi; contudo, foi derrotado na disputa por pênaltis. Por sua vez, o Peñarol conquistou a vaga na final ao eliminar a Universidad de Chile. O clube uruguaio venceu a partida como mandante e empatou em Santiago.
A decisão começou a ser disputada em 14 de dezembro, no estádio Cícero Pompeu de Toledo, o Morumbi. Na ocasião, o clube brasileiro aplicou uma goleada (6–1) e encaminhou o título da competição. Uma semana depois, o Peñarol venceu por 3–0 no estádio Centenario, mas o resultado não foi suficiente para tirar o título do São Paulo.

## Resultados
|  | Oitavas de final     | Oitavas de final     | Oitavas de final   | Oitavas de final   |       |             | Quartas de final    | Quartas de final    | Quartas de final    | Quartas de final    |  |             | Semifinais                     | Semifinais                     | Semifinais                     | Semifinais                     |           |   | Final               | Final               | Final               | Final               |
|  | 1 a 11 de novembro   | 1 a 11 de novembro   | 1 a 11 de novembro | 1 a 11 de novembro |       |             | 15 a 25 de novembro | 15 a 25 de novembro | 15 a 25 de novembro | 15 a 25 de novembro |  |             | 29 de novembro a 9 de dezembro | 29 de novembro a 9 de dezembro | 29 de novembro a 9 de dezembro | 29 de novembro a 9 de dezembro |           |   | 14 e 21 de dezembro | 14 e 21 de dezembro | 14 e 21 de dezembro | 14 e 21 de dezembro |
|  |                      |                      |                    |                    |       |             |                     |                     |                     |                     |  |             |                                |                                |                                |                                |           |   |                     |                     |                     |                     |
|  | Minervén (p.)        | 1                    | 0                  | 1 (5)              |       |             |                     |                     |                     |                     |  |             |                                |                                |                                |                                |           |   |                     |                     |                     |                     |
|  | Botafogo             | 1                    | 0                  | 1 (4)              |       |             |                     |                     |                     |                     |  |             |                                |                                |                                |                                |           |   |                     |                     |                     |                     |
|  | Botafogo             | 1                    | 0                  | 1 (4)              |       | Minervén    | 0                   | 2                   | 2                   |                     |  |             |                                |                                |                                |                                |           |   |                     |                     |                     |                     |
|  |                      |                      |                    |                    |       | Minervén    | 0                   | 2                   | 2                   |                     |  |             |                                |                                |                                |                                |           |   |                     |                     |                     |                     |
|  |                      | Corinthians          | 6                  | 5                  | 11    |             |                     |                     |                     |                     |  |             |                                |                                |                                |                                |           |   |                     |                     |                     |                     |
|  | Corinthians          | Corinthians          | 6                  | 5                  | 11    | 3           | 1                   | 4                   |                     |                     |  |             |                                |                                |                                |                                |           |   |                     |                     |                     |                     |
|  | Corinthians          |                      |                    |                    |       | 3           | 1                   | 4                   |                     |                     |  |             |                                |                                |                                |                                |           |   |                     |                     |                     |                     |
|  | Vitória              | 2                    | 1                  | 3                  |       |             |                     |                     |                     |                     |  |             |                                |                                |                                |                                |           |   |                     |                     |                     |                     |
|  | Vitória              | 2                    | 1                  | 3                  |       |             |                     |                     |                     |                     |  | Corinthians | 3                              | 3                              | 6 (4)                          |                                |           |   |                     |                     |                     |                     |
|  |                      |                      |                    |                    |       |             |                     |                     |                     |                     |  | Corinthians | 3                              | 3                              | 6 (4)                          |                                |           |   |                     |                     |                     |                     |
|  |                      | São Paulo (p.)       | 4                  | 2                  | 6 (5) |             |                     |                     |                     |                     |  |             |                                |                                |                                |                                |           |   |                     |                     |                     |                     |
|  | Grêmio               | São Paulo (p.)       | 4                  | 2                  | 6 (5) | 0           | 0                   | 0 (5)               |                     |                     |  |             |                                |                                |                                |                                |           |   |                     |                     |                     |                     |
|  | Grêmio               |                      |                    |                    |       | 0           | 0                   | 0 (5)               |                     |                     |  |             |                                |                                |                                |                                |           |   |                     |                     |                     |                     |
|  | São Paulo (p.)       | 0                    | 0                  | 0 (6)              |       |             |                     |                     |                     |                     |  |             |                                |                                |                                |                                |           |   |                     |                     |                     |                     |
|  | São Paulo (p.)       | 0                    | 0                  | 0 (6)              |       | São Paulo   | 3                   | 0                   | 3                   |                     |  |             |                                |                                |                                |                                |           |   |                     |                     |                     |                     |
|  |                      |                      |                    |                    |       | São Paulo   | 3                   | 0                   | 3                   |                     |  |             |                                |                                |                                |                                |           |   |                     |                     |                     |                     |
|  |                      | Sporting Cristal     | 1                  | 0                  | 1     |             |                     |                     |                     |                     |  |             |                                |                                |                                |                                |           |   |                     |                     |                     |                     |
|  | Sporting Cristal     | Sporting Cristal     | 1                  | 0                  | 1     | 2           | 1                   | 3                   |                     |                     |  |             |                                |                                |                                |                                |           |   |                     |                     |                     |                     |
|  | Sporting Cristal     |                      |                    |                    |       | 2           | 1                   | 3                   |                     |                     |  |             |                                |                                |                                |                                |           |   |                     |                     |                     |                     |
|  | El Nacional          | 1                    | 0                  | 1                  |       |             |                     |                     |                     |                     |  |             |                                |                                |                                |                                |           |   |                     |                     |                     |                     |
|  | El Nacional          | 1                    | 0                  | 1                  |       |             |                     |                     |                     |                     |  |             |                                |                                |                                |                                | São Paulo | 6 | 0                   | 6                   |                     |                     |
|  |                      |                      |                    |                    |       |             |                     |                     |                     |                     |  |             |                                |                                |                                |                                |           | 6 | 0                   | 6                   |                     |                     |
|  |                      | Peñarol              | 1                  | 3                  | 4     |             |                     |                     |                     |                     |  |             |                                |                                |                                |                                |           |   |                     |                     |                     |                     |
|  | Huracán              | Peñarol              | 1                  | 3                  | 4     | 1           | 2                   | 3                   |                     |                     |  |             |                                |                                |                                |                                |           |   |                     |                     |                     |                     |
|  | Huracán              |                      |                    |                    |       | 1           | 2                   | 3                   |                     |                     |  |             |                                |                                |                                |                                |           |   |                     |                     |                     |                     |
|  | Cerro Corá           | 4                    | 1                  | 5                  |       |             |                     |                     |                     |                     |  |             |                                |                                |                                |                                |           |   |                     |                     |                     |                     |
|  | Cerro Corá           | 4                    | 1                  | 5                  |       | Cerro Corá  | 3                   | 1                   | 4                   |                     |  |             |                                |                                |                                |                                |           |   |                     |                     |                     |                     |
|  |                      |                      |                    |                    |       | Cerro Corá  | 3                   | 1                   | 4                   |                     |  |             |                                |                                |                                |                                |           |   |                     |                     |                     |                     |
|  |                      | Peñarol              | 1                  | 6                  | 7     |             |                     |                     |                     |                     |  |             |                                |                                |                                |                                |           |   |                     |                     |                     |                     |
|  | Peñarol              | Peñarol              | 1                  | 6                  | 7     | 2           | 0                   | 2                   |                     |                     |  |             |                                |                                |                                |                                |           |   |                     |                     |                     |                     |
|  | Peñarol              |                      |                    |                    |       | 2           | 0                   | 2                   |                     |                     |  |             |                                |                                |                                |                                |           |   |                     |                     |                     |                     |
|  | Danubio              | 0                    | 1                  | 1                  |       |             |                     |                     |                     |                     |  |             |                                |                                |                                |                                |           |   |                     |                     |                     |                     |
|  | Danubio              | 0                    | 1                  | 1                  |       |             |                     |                     |                     |                     |  | Peñarol     | 2                              | 1                              | 3                              |                                |           |   |                     |                     |                     |                     |
|  |                      |                      |                    |                    |       |             |                     |                     |                     |                     |  | Peñarol     | 2                              | 1                              | 3                              |                                |           |   |                     |                     |                     |                     |
|  |                      | Universidad de Chile | 0                  | 1                  | 1     |             |                     |                     |                     |                     |  |             |                                |                                |                                |                                |           |   |                     |                     |                     |                     |
|  | Lanús                | Universidad de Chile | 0                  | 1                  | 1     | 1           | 2                   | 3 (2)               |                     |                     |  |             |                                |                                |                                |                                |           |   |                     |                     |                     |                     |
|  | Lanús                |                      |                    |                    |       | 1           | 2                   | 3 (2)               |                     |                     |  |             |                                |                                |                                |                                |           |   |                     |                     |                     |                     |
|  | San Lorenzo (p.)     | 1                    | 2                  | 3 (4)              |       |             |                     |                     |                     |                     |  |             |                                |                                |                                |                                |           |   |                     |                     |                     |                     |
|  | San Lorenzo (p.)     | 1                    | 2                  | 3 (4)              |       | San Lorenzo | 1                   | 1                   | 2                   |                     |  |             |                                |                                |                                |                                |           |   |                     |                     |                     |                     |
|  |                      |                      |                    |                    |       | San Lorenzo | 1                   | 1                   | 2                   |                     |  |             |                                |                                |                                |                                |           |   |                     |                     |                     |                     |
|  |                      | Universidad de Chile | 0                  | 3                  | 3     |             |                     |                     |                     |                     |  |             |                                |                                |                                |                                |           |   |                     |                     |                     |                     |
|  | Universidad de Chile | Universidad de Chile | 0                  | 3                  | 3     | 4           | 5                   | 9                   |                     |                     |  |             |                                |                                |                                |                                |           |   |                     |                     |                     |                     |
|  | Universidad de Chile |                      |                    |                    |       | 4           | 5                   | 9                   |                     |                     |  |             |                                |                                |                                |                                |           |   |                     |                     |                     |                     |
|  | Oriente Petrolero    | 1                    | 0                  | 1                  |       |             |                     |                     |                     |                     |  |             |                                |                                |                                |                                |           |   |                     |                     |                     |                     |

- Em itálico, os times que possuem o mando de campo no primeiro jogo do confronto e em negrito os times classificados.

## Repercussão

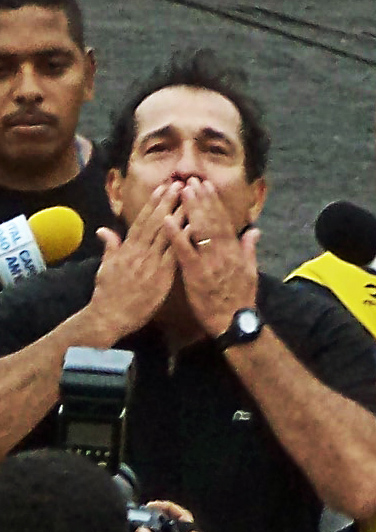
A Copa Conmebol de 1994 foi o primeiro título de Muricy Ramalho como treinador.

Na opinião dos dirigentes do São Paulo, a Copa Conmebol de 1994 foi vista como obstáculo no calendário do segundo semestre. Naquele ano, a equipe realizou 92 jogos, e por causa desse número excessivo de partidas, o São Paulo disputou a competição com uma equipe alternativa formada principalmente por jovens e alguns reservas. Comandada por Muricy Ramalho, na época auxiliar do treinador Telê Santana, o elenco daquela equipe ficou conhecido como o "Expressinho Tricolor", uma homenagem ao "Expresso da Vitória", nome pelo qual o elenco do Vasco era denominado.
Diferentemente dos demais adversários, que disputaram o torneio com afinco, o desacreditado São Paulo, que priorizava o campeonato Brasileiro, surpreendeu eliminando Grêmio, Sporting Cristal e Corinthians; Muricy recordou:
"Não tínhamos nenhuma chance. Ninguém acreditava que a gente passaria da primeira fase. Aí foi dando liga, foi se encorpando. Em mata-mata, é assim. Deu no que deu. A gente foi campeão, uma surpresa muito boa. Era um título que o clube não tinha e não era esperado. O sabor foi muito bom."— Muricy Ramalho
Além de encerrar o ano com uma conquista importante, pois a equipe havia perdido o título da Libertadores e eliminada do campeonato nacional pelo Guarani, a Copa Conmebol ficou marcada como o primeiro título de Muricy Ramalho como treinador e o primeiro título de Rogério Ceni como titular da meta são-paulina. Posteriormente, ambos conquistariam outros títulos pelo clube.